# Echiophis
Echiophis es un género de peces anguiliformes de la familia Ophichthidae.

## Especies
Se reconocen las siguientes especies:
- Echiophis brunneus
- Echiophis creutzbergi
- Echiophis intertinctus
- Echiophis intertinctus
- Echiophis punctifer